# Кітсвілл (Міссурі)
Кітсвілл (англ. Keytesville) — місто (англ. city) в США, в окрузі Черітон штату Міссурі. Населення — 440 осіб (2020).

## Географія
Кітсвілл розташований за координатами 39°25′53″ пн. ш. 92°56′16″ зх. д. / 39.43139° пн. ш. 92.93778° зх. д. (39.431350, -92.937835).  За даними Бюро перепису населення США в 2010 році місто мало площу 2,02 км², з яких 1,99 км² — суходіл та 0,03 км² — водойми.

## Демографія
Згідно з переписом 2010 року, у місті мешкала 471 особа в 225 домогосподарствах у складі 124 родин. Густота населення становила 233 особи/км².  Було 275 помешкань (136/км²).
Расовий склад населення:
| - 98,5 % — білих - 0,6 % — чорних або афроамериканців - 0,4 % — корінних американців - 0,4 % — азіатів |

До двох чи більше рас належало 0,0 %. Частка іспаномовних становила 0,0 % від усіх жителів.
За віковим діапазоном населення розподілялося таким чином: 17,8 % — особи молодші 18 років, 61,2 % — особи у віці 18—64 років, 21,0 % — особи у віці 65 років та старші. Медіана віку мешканця становила 46,4 року. На 100 осіб жіночої статі у місті припадало 98,7 чоловіків;  на 100 жінок у віці від 18 років та старших — 99,5 чоловіків також старших 18 років.
Середній дохід на одне домашнє господарство  становив 37 075 доларів США (медіана — 26 696), а середній дохід на одну сім'ю — 49 141 долар (медіана — 43 036). За межею бідності перебувало 19,7 % осіб, у тому числі 25,0 % дітей у віці до 18 років та 24,7 % осіб у віці 65 років та старших.
Цивільне працевлаштоване населення становило 197 осіб. Основні галузі зайнятості: освіта, охорона здоров'я та соціальна допомога — 23,4 %, публічна адміністрація — 14,7 %, роздрібна торгівля — 14,2 %.